# Powiat Budziszyn (1994–2008)
Powiat Budziszyn (niem. Landkreis Bautzen, górnołuż. Wokrjes Budyšin) – były powiat w rejencji Drezno w niemieckim kraju związkowym Saksonia. 1 sierpnia 2008 w wyniku reformy administracyjnej powiat Budziszyn został połączony z powiatem Kamenz i miastem Hoyerswerda w nowy powiat Budziszyn.
Stolicą powiatu był Budziszyn.

## Miasta i gminy
| (ludność z 31 grudnia 2007) Miasta 1. Budziszyn (41.364) 2. Bischofswerda - łuż. Biskopicy (12.545) 3. Schirgiswalde - łuż. Šěrachow (2.981) 4. Weißenberg - łuż. Wospork (3.468) 5. Wilthen - łuż. Wjelećin (5.870) Wspólnoty administracyjne - Wspólnota administracyjna Bischofswerda; gmina Bischofswerda i Rammenau - Wspólnota administracyjna Großharthau; gmina Frankenthal i Großharthau - Wspólnota administracyjna Großpostwitz-Obergurig; gmina Großpostwitz i Obergurig - Wspólnota administracyjna Malschwitz; gmina Guttau i Malschwitz - Wspólnota administracyjna Neschwitz; gmina Neschwitz i Puschwitz - Wspólnota administracyjna Schirgiswalde; gminy Crostau, Kirschau i Schirgiswalde | Gminy 1. Burkau (2.907) 2. Crostau (1.656) 3. Cunewalde (5.348) 4. Demitz-Thumitz (2.957) 5. Doberschau-Gaußig (4.489) 6. Frankenthal (1.051) 7. Göda (3.413) 8. Großdubrau (4.543) 9. Großharthau (3.179) 10. Großpostwitz (3.006) 11. Guttau (1.678) 12. Hochkirch (2.539) 13. Kirschau (2.487) 14. Königswartha (3.940) 15. Kubschütz (2.846) 16. Malschwitz (3.681) 17. Neschwitz (2.564) 18. Neukirch/Lausitz (5.425) 19. Obergurig (2.235) 20. Puschwitz (973) 21. Radibor (3.531) 22. Rammenau (1.480) 23. Schmölln-Putzkau (3.339) 24. Sohland an der Spree (7.413) 25. Steinigtwolmsdorf (3.289) |